# Колумбия (окръг, Арканзас)
Вижте пояснителната страница за други значения на Колумбия.
Окръг Колумбия (на английски: Columbia County) е окръг в щата Арканзас, Съединени американски щати. Площта му е 1987 km², а населението – 25 603 души (2010). Административен център е град Магнолия.